# 上原敦男
上原 敦男（うえはら あつお、1947年- ）は、日本の新左翼活動家、共産主義者同盟赤軍派幹部。

## 人物
香川県立高松商業高等学校を経て明治大学二部政経学部（夜間学部）卒業。大学在学中に社会主義学生同盟に参加。明治大学現代思想研究会で重信房子や遠山美枝子らと活動した。
東大安田講堂事件では講堂屋上に籠城し、学生らの中で最後に検挙された。
1970年6月30日、よど号ハイジャック事件の事前準備を行った罪状により逮捕された。